# Provinces de Papouasie-Nouvelle-Guinée
Les provinces de Papouasie-Nouvelle-Guinée sont le principal niveau de subdivision territoriale du pays.

## Généralités
Depuis le mois de novembre 2011, la Papouasie-Nouvelle-Guinée comporte 22 provinces[réf. nécessaire].

## Liste des provinces

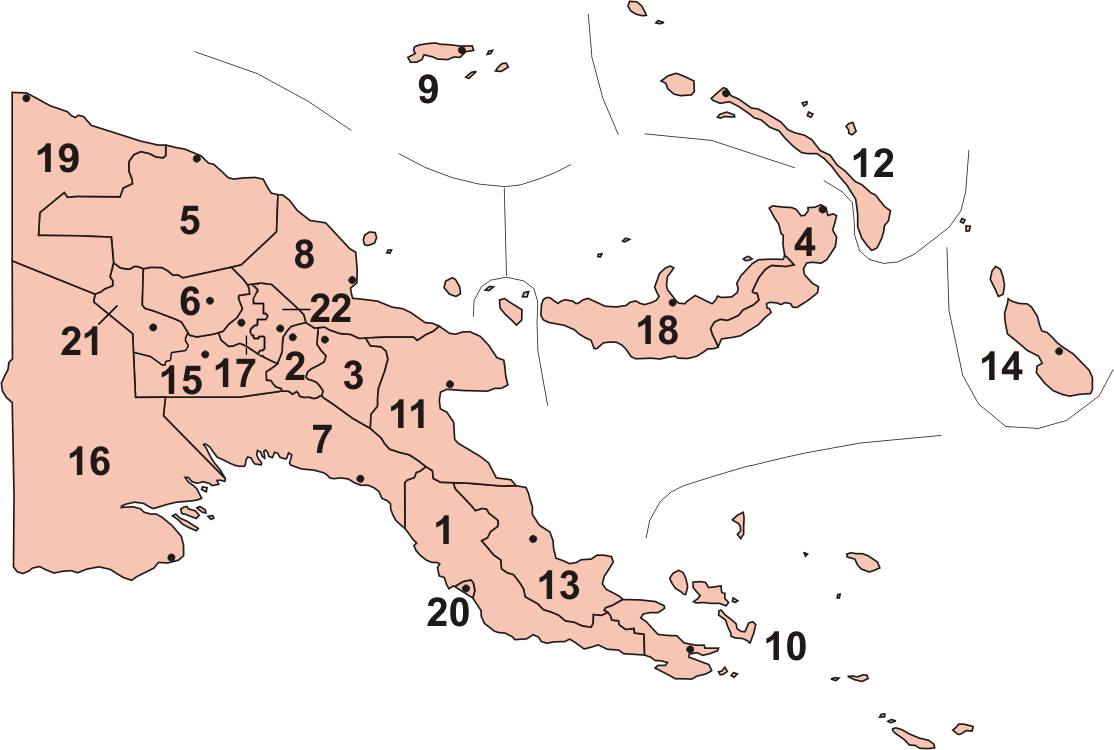
Carte de la Papouasie-Nouvelle-Guinée mettant en évidence sa division en provinces.

Le tableau suivant regroupe les 22 provinces du pays. Le numéro en début de ligne correspond à la position de la province sur la carte ci-dessus.
| #  | Nom                                         | Code ISO 3166-2 | Capitale      | Région        | Superficie (km²) | Population (2011) | Densité (hab./km²) |
| -- | ------------------------------------------- | --------------- | ------------- | ------------- | ---------------- | ----------------- | ------------------ |
| 1  | Centrale                                    | PG-CPM          | Port Moresby  | Papouasie     | +029 998,        | +0237 016,        | +0006,2            |
| 2  | Simbu                                       | PG-CPK          | Kundiawa      | Hautes-Terres | +006 112,        | +0403 772,        | +0042,4            |
| 3  | Hautes-Terres orientales                    | PG-EHG          | Goroka        | Hautes-Terres | +011 157,        | +0582 159,        | +0038,4            |
| 4  | Nouvelle-Bretagne orientale                 | PG-EBR          | Kokopo        | Îles          | +015 274,        | +0271 250,        | +0014,2            |
| 5  | Sepik oriental                              | PG-ESW          | Wewak         | Momase        | +043 426,        | +0433 481,        | +0008,             |
| 6  | Enga                                        | PG-EPW          | Wabag         | Hautes-Terres | +011 704,        | +0452 596,        | +0022,6            |
| 7  | Golfe                                       | PG-GPK          | Kerema        | Papouasie     | +034 472,        | +0121 128,        | +0003,             |
| 8  | Madang                                      | PG-MPM          | Madang        | Momase        | +028 886,        | +0487 460,        | +0012,5            |
| 9  | Manus                                       | PG-MRL          | Lorengau      | Îles          | +002 000,        | +0050 231,        | +0020,8            |
| 10 | Baie Milne                                  | PG-MBA          | Alotau        | Papouasie     | +014 345,        | +0269 954,        | +0014,9            |
| 11 | Morobe                                      | PG-MPL          | Lae           | Momase        | +033 705,        | +0646 876,        | +0015,6            |
| 12 | Nouvelle-Irlande                            | PG-NIK          | Kavieng       | Îles          | +009 557,        | +0161 165,        | +0012,3            |
| 13 | Nord                                        | PG-NPP          | Popondetta    | Papouasie     | +022 735,        | +0176 206,        | +0005,8            |
| 14 | Bougainville (région autonome)              | PG-NSB          | Arawa ou Buka | Îles          | +009 384,        | +0234 280,        | +0015,2            |
| 15 | Hautes-Terres méridionales                  | PG-SHM          | Mendi         | Hautes-Terres | +015 089,        | +0515 511,        | +0023,9            |
| 16 | Ouest                                       | PG-WPD          | Daru          | Papouasie     | +098 189,        | +0180 455,        | +0001,5            |
| 17 | Hautes-Terres occidentales                  | PG-WHM          | Mount Hagen   | Hautes-Terres | +004 299,        | +0352 934,        | +0059,1            |
| 18 | Nouvelle-Bretagne occidentale               | PG-WBK          | Kimbe         | Îles          | +020 387,        | +0242 676,        | +0008,8            |
| 19 | Sandaun (Sepik occidental)                  | PG-SAN          | Vanimo        | Momase        | +035 820,        | +0227 657,        | +0005,1            |
| 20 | Capitale nationale (Port Moresby, district) | PG-NCD          | Port Moresby  | Papouasie     | +000240,         | +0318 128,        | +1 052,            |
| 21 | Hela                                        | PG-HLA          | Tari          | Hautes-Terres | +010 498,        | +0352 698,        | +0017,7            |
| 22 | Jiwaka                                      | PG-JWK          | Banz          | Hautes-Terres | +004 798,        | +0341 928,        | +0038,7            |